# Shingiro
Shingiro (Kinyarwanda Umurenge wa Shingiro) ist einer von 15 Sektoren im Distrikt Musanze in der Nordprovinz von Ruanda.

## Geographie
Shingiro hat eine Fläche von 53,3 km² und liegt auf einer Höhe von etwa 2980 m. Der Sektor unterteilt sich in die vier Zellen Gakingo, Kibuguzo, Mudende und Mugari. Nachbarsektoren sind im Norden Kinigi, im Nordosten Musanze, im Osten Kimonyi und im Süden Gataraga.
Der Westen des Sektors grenzt an die Demokratische Republik Kongo und liegt im Volcanoes National Park. Im Parkgebiet befindet sich das Karisoke Research Center, das ursprünglich als Forschungsstation für die örtlichen Berggorillas diente und 1967 von der Primatologin Dian Fossey gegründet wurde. Auf dem Gelände befindet sich ein Gorillafriedhof, auf dem Fossey den Silberrücken Digit und andere Berggorillas beisetzte und auf eigenen Wunsch auch selbst 1986 bestattet wurde. An der Südwestecke von Shingiro liegt der Virunga-Vulkan Karisimbi, der eine Höhe von 4507 m aufweist.

## Bevölkerung
Nach der Volkszählung von 2022 betrug die Einwohnerzahl 24.726 Einwohner. Zehn Jahre zuvor waren es 21.162, was einem jährlichen Bevölkerungszuwachs von 1,6 Prozent zwischen 2012 und 2022 entspricht.

## Verkehr
Durch den Sektor verläuft in Nord-Süd-Richtung die Nationalstraße 18, die Stand 2022 nur in Teilabschnitten asphaltiert ist. Von ihr geht eine District Road nach Osten ab, die an der Ostgrenze des Sektors auf die in Südwest-Nordost-Richtung verlaufende Nationalstraße 2 trifft.